# Жереми Родригес
Жереми Родригес (на френски: Jérémie Rodrigues) е френски професионален футболист, десен защитник, състезател на ПФК ЦСКА (София).

## Футболна кариера
Родригес е продукт на Футболната академия на френския гранд ФК Сошо, но никога не е играл за първия отбор. След като играе в продължение на 6 години за отборите на ФК Бежансон, ФК Гиньон и ФК Булон, преминава в кипърския АЕЛ Лимасол, където прекарва две години. Следва премиване в друг отбор от кипърското пръвнство – Неа Саламина, с който за два сезона изиграва 55 мача и отбелязва 3 гола.
През 2010 година преминава в българския клуб ПФК Локомотив (Пловдив).
През лятото на 2012 година преминава в ПФК ЦСКА (София), за който дебютира на 30 септември 2012 година, при победата над ПФК Етър (Велико Търново) с 3 – 1.